# 2015. február 14-i konzisztórium
A 2015. február 14-i konzisztóriumot Ferenc pápa hívta össze január 4-én. Összesen 20 új bíborost kreált, közülük 15 pápaválasztó (80 év alatti), valamint kihirdette 3 boldog szenttéavatási határozatát.

### Kinevezett bíborosok
| Nº                         | Ország                 | Név                                        | Életkor                | Hivatal                                                                         |
| Pápaválasztó bíborosok     | Pápaválasztó bíborosok | Pápaválasztó bíborosok                     | Pápaválasztó bíborosok | Pápaválasztó bíborosok                                                          |
| -------------------------- | ---------------------- | ------------------------------------------ | ---------------------- | ------------------------------------------------------------------------------- |
| 1                          | Franciaország          | Dominique François Joseph Mamberti         | 62                     | az Apostoli Szignatúra Legfelsőbb Bírósága prefektusa                           |
| 2                          | Portugália             | Manuel José Macário do Nascimento Clemente | 66                     | a Lisszaboni patriarchátus pátriárkája                                          |
| 3                          | Etiópia                | Berhaneyesus Demerew Souraphiel C.M.       | 66                     | az Addisz-Abeba-i főegyházmegye érseke                                          |
| 4                          | Új-Zéland              | John Atcherley Dew                         | 66                     | a Wellingtoni főegyházmegye érseke                                              |
| 5                          | Olaszország            | Edoardo Menichelli                         | 75                     | az Ancona-Osimói főegyházmegye érseke                                           |
| 6                          | Vietnám                | Pierre Nguyễn Văn Nhơn                     | 76                     | a Hanoi főegyházmegye érseke                                                    |
| 7                          | Mexikó                 | Alberto Suárez Inda                        | 76                     | a Moreliai főegyházmegye érseke                                                 |
| 8                          | Mianmar                | Charles Maung Bo S.D.B.                    | 66                     | a Ranguni főegyházmegye érseke                                                  |
| 9                          | Thaiföld               | Francis Xavier Kriengsak Kovithavanij      | 65                     | a Bangkoki főegyházmegye érseke                                                 |
| 10                         | Olaszország            | Francesco Montenegro                       | 68                     | az Agrigentói főegyházmegye érseke                                              |
| 11                         | Uruguay                | Daniel Fernando Sturla Berhouet S.D.B.     | 55                     | a Montevideói főegyházmegye érseke                                              |
| 12                         | Spanyolország          | Ricardo Blázquez Pérez                     | 72                     | a Valladolidi főegyházmegye érseke                                              |
| 13                         | Panama                 | José Luis Lacunza Maestrojuán O.A.R.       | 70                     | a Davidi egyházmegye püspöke                                                    |
| 14                         | Zöld-foki Köztársaság  | Arlindo Gomes Furtado                      | 65                     | a Santiago de Cabo Verde-i egyházmegye püspöke                                  |
| 15                         | Tonga                  | Soane Patita Paini Mafi                    | 53                     | a Tongai egyházmegye püspöke                                                    |
| Nem pápaválasztó bíborosok |                        |                                            |                        |                                                                                 |
| 16                         | Kolumbia               | José de Jesús Pimiento Rodriguez           | 95                     | a Manizalesi főegyházmegye nyugalmazott érseke                                  |
| 17                         | Olaszország            | Luigi de Magistris                         | 88                     | az Apostoli Penitenciária nyugalmazott főpenitenciárius-helyettese              |
| 18                         | Németország            | Karl-Josef Rauber                          | 80                     | Belgium nyugalmazott apostoli nunciusa, korábban Magyarország apostoli nunciusa |
| 19                         | Argentína              | Luis Héctor Villalba                       | 80                     | a Tucumáni főegyházmegye nyugalmazott érseke                                    |
| 20                         | Mozambik               | Júlio Duarte Langa                         | 87                     | a Xai-Xai egyházmegye nyugalmazott püspöke                                      |

### Szenttéavatási határozatok
- Giovanna Emilia de Villeneuve szerzetesnő
- Maria di Gesú Crocifisso (született: Maria Baouardy) szerzetesnő
- Maria Alfonsiana Danil Ghattas szerzetesnő

Ferenc pápa elrendelte, hogy 2015. május 17-én kerüljenek be a szentek névsorába.